# 17079 Lavrovsky
17079 Lavrovsky este un asteroid din centura principală de asteroizi.

## Descriere
17079 Lavrovsky este un asteroid din centura principală de asteroizi. A fost descoperit pe 17 aprilie 1999 la Socorro, New Mexico, în cadrul proiectului LINEAR. Asteroidul prezintă o orbită caracterizată de o semiaxă mare de 2,44 ua, o excentricitate de 0,14 și o înclinație de 6,2° în raport cu ecliptica.